# 소강 (하나라)
소강(少康)은 하나라의 6대 군주이며 상의 아들이다.
후예에 의해 왕위에 즉위했다. 재위중에는 유궁씨의 후예와 그의 문하로 뒷날 후예를 살해한 한착이 차례로 정치적 실권을 장악하였다. 그러나 재위중에 한착은 살해되었고 정치의 실권은 하 왕실로 돌아왔다.
또는 아버지인 상의 사후에 몰래 길러지다가 한착이 살해당한 후에 제후들에게 추대되어 즉위했다는 설도 있다.
재위중에 방이(方夷)가 내방했다고 한다.